# Energia nucleare in Egitto
Nel 2021 l'energia nucleare in Egitto ha generato lo 0% dell'energia elettrica prodotta in totale nel Paese.
Nella seconda metà del 2021 è previsto l'inizio della costruzione della prima la centrale nucleare situata ad El Dabaa, nel Governatorato di Matruh, a circa 130 km a nordest del Cairo. La produzione di energia dovrebbe partire nal 2026.

## Storia
L'Egitto ha prodotto 172 TWh nel 2015, di cui 135 TWh (78%) provengono dal gas, 38 dal petrolio e 13 dall'idroelettrico. con un consumo pro capite di circa 1650 kWh ed una crescita dei consumi negli ultimi anni del 4-7% annuo. Per diminuire le importazioni, rese critiche dal fatto che il paese è diventato negli ultimi anni un importatore netto da che era un grosso esportatore, ha ripreso i piani per la creazione di centrali nucleari nel paese.
L'Egitto ha istituito la sua Commissione per l'Energia atomica, nel 1955, che è diventata l'Egyptian Atomic Energy Authority (EAEA) l'anno successivo, che discusse nel 1964 l'installazione di una centrale da 150 MW con capacità di desalinizzazione di mc/d, nel 1974 fu invece proposto un impianto da 600 MW a Sidi Kreir, vicino ad Alessandria d'Egitto. L'Autorità governativa per le centrali nucleari (NPPA) fu istituita nel 1976, e nel 1978 furono predisposti piani per 10 reattori per 7200 MW totali fra Sidi Kreir, Al Arish, Il Cairo e nell'Alto Egitto, ma iniziali valutazioni di interessi di Francia, Germania, Austria e della Westinghouse non si sono concretizzate.
Nel 1983 era stato selezionato il sito di El Dabaa per ospitare la prima centrale nucleare del paese. In questo contesto la tedesca KWU, Framatome e Westinghouse si erano offerte per fornire i reattori per la centrale, mentre Australia e Niger avevano accettato di fornire uranio, i piani però sfumarono con il disastro di Černobyl' del 1986.

## Programma nucleare futuro
Nel periodo 1999-2001 l'NPPA ha realizzato uno studio di fattibilità per un impianto di cogenerazione di elettricità e desalinizzazione, aggiornandolo nel 2003. Nuovi accordi di cooperazione nucleare sono stati firmati con la Russia nel 2004 e 2008, rivitalizzando i piani dell'Egitto per un impianto di energia nucleare e desalinizzazione, sostenuto da Rosatom. Nell'ottobre 2006 il ministro dell'Energia ha annunciato che ad El Dabaa sarebbe stato costruito un reattore da 1000 MW entro il 2015. Nel dicembre 2008, a seguito di una gara internazionale, il ministero dell'Energia e dell'elettricità ha aggiudicato alla Bechtel un contratto di 180 milioni $ per scegliere la tecnologia del reattore, il sito per l'impianto, addestrare il personale operativo e fornire servizi tecnici per circa dieci anni. Tuttavia, nel maggio 2009 il governo ha trasferito questo contratto a WorleyParsons, che lo ha firmato a giugno con l'NPPA per 160 milioni $ in otto anni per sostenere la creazione di una centrale nucleare da 1200 MW, con gli iniziali programmi che prevedevano il funzionamento dell'impianto nel 2017, aggiornato successivamente al 2025. Successive analisi hanno ritenuto il sito adatto per l'installazione di fino 8 reattori.
Nell'aprile 2013 l'Egitto ha contattato la Russia per rinnovare il suo accordo di cooperazione nucleare, incentrato sulla costruzione di una centrale nucleare a El Dabaa e lo sviluppo congiunto di giacimenti di uranio. Nell'ottobre 2013 il ministro dell'Elettricità e dell'energia ha riattivato i piani per El Dabaa, a metà 2014 la data prevista per l'offerta era dicembre 2014, e si è chiarito che il vincitore avrebbe dovuto finanziare l'impianto. L'offerta sarebbe per due unità da 900 a 1650 MW ciascuna su base chiavi in mano. A seguito di ciò, nel febbraio 2015 è stato firmato un ulteriore accordo tra Rosatom e il Ministero dell'Elettricità e delle energie rinnovabili, in cui "hanno concordato di avviare discussioni dettagliate sul progetto prospettico", che prevede la costruzione di due unità nucleari da 1200 MW, con la prospettiva di altre due, i progetti erano per l'utilizzo di reattori VVER1200 modello AES-2006 ed un impianto di desalinizzazione. Rosatom ha presentato un'offerta per la costruzione di quattro reattori da 1200 MW nel giugno 2015, con la firma a novembre 2015 di un accordo intergovernativo con la Russia per costruire e gestire i quattro reattori, tra cui l'approvvigionamento di carburante, il combustibile usato, la formazione e lo sviluppo delle infrastrutture normative. È stato quindi firmato un accordo di finanziamento per un prestito di esportazione dello stato russo, che copre l'80% del costo, con rimborso oltre 22 anni dal 2029, di cui l'entità totale del prestito è di 25 miliardi $, per coprire l'85% del costo di quattro unità, con rimborsi da avviare al momento della messa in servizio, e nel dicembre 2017 sono stati firmati i contratti per la costruzione delle quattro unità. Il nuovo impianto richiederà 1500 km di linee di trasmissione da 500 kV, e in costruzione dalla fine del 2016.
Atomstroyexport cita i reattori El Dabaa come 3200 MWt, 1190 MWe lordi solo per la produzione di energia elettrica, utilizzando acqua di mare per il raffreddamento. Tuttavia, con la desalinizzazione (distillazione ad effetti multipli e osmosi inversa) che richiede 432 MWt dal circuito secondario, sarebbero 1050 MWe lordi, 927 MWe netti. La versione utilizzata sarà la V-529, una versione per acqua calda del V-491 di Centrale nucleare di Leningrado 2.
A luglio 2015 è stato riferito che Korea Electric Power Co e Korea Hydro & Nuclear Power stavano facendo un'offerta combinata per costruire 4000-6000 MWe. Altre proposte dalla Cina sono segnalate. Nel novembre 2015 il governo ha dichiarato che la seconda serie di quattro unità sarebbe stata messa in gara internazionale, con l'NPPA che collaborava a fine 2016 con WorleyParsons a un progetto biennale nella zona di El Nagila, 80 km a est di Port Said, per identificare un sito adatto per una seconda centrale nucleare.

## Ciclo del combustibile
Tutto il carburante per Rooppur viene fornito da Rosatom, che è successivamente rimpatriato in Russia, in linea con la prassi russa standard per tali paesi.

## Reattori di ricerca
L'Egitto ha un reattore di ricerca russo vintage da 2 MWt del 1961 presso Inshas, fornito dalla Russia ma attualmente in fase di chiusura a lungo termine; e un reattore di ricerca argentino da 22 MWt (ETRR-2) parzialmente supportato dalla Russia, avviato nel 1997. La ricerca nucleare egiziana si compone di tre centri principali: il Nuclear Research Centre (NRC), il Centro nazionale per la ricerca e la tecnologia delle radiazioni (NCRRT) e il Centro di gestione dei rifiuti e dei laboratori caldi (HLWMC), che ospita anche l'ETRR-2 ed un acceleratore a ciclotrone.

## Gestione dei rifiuti e depositi geologici
Il paese non ha depositi geologici.

## Produzione di uranio
L'Egitto non è un produttore di Uranio. Secondo il "Red Book" del 2007 il paese possiede piccole risorse uranifere, pari a 1.900 t

## Centrali nucleari
Tutti i dati della tabella sono aggiornati a luglio 2018
| Reattori operativi |                    |           |                    |                                    |                                   |                        |
| Centrale | Potenza netta (MW) | Tipologia | Inizio costruzione | Allacciamento alla rete            | Produzione commerciale            | Dismissione (prevista) |
| Totale: 0 reattori per complessivi 0 MW |                    |           |                    |                                    |                                   |                        |
| Reattori in costruzione |                    |           |                    |                                    |                                   |                        |
| Centrale | Potenza netta (MW) | Tipologia | Inizio costruzione | Allacciamento alla rete (previsto) | Produzione commerciale (previsto) | Costo (stimato)        |
| Totale: 0 reattori per complessivi 0 MW |                    |           |                    |                                    |                                   |                        |
| Reattori pianificati ed in fase di proposta |                    |           |                    |                                    |                                   |                        |
| Totale programmati: 2 reattori per complessivi 2.400 MW Totale proposti: 2 reattori per complessivi 2.400 MW                                                        |                    |           |                    |                                    |                                   |                        |
| Reattori dismessi |                    |           |                    |                                    |                                   |                        |
| Totale dismessi: 0 reattori per complessivi 0 MW |                    |           |                    |                                    |                                   |                        |
| NOTE: - La normativa in vigore prevede la possibilità di sostituzione e/o aumento del parco reattori al termine del ciclo vitale degli impianti ancora in funzione. |                    |           |                    |                                    |                                   |                        |